# Leiestreek

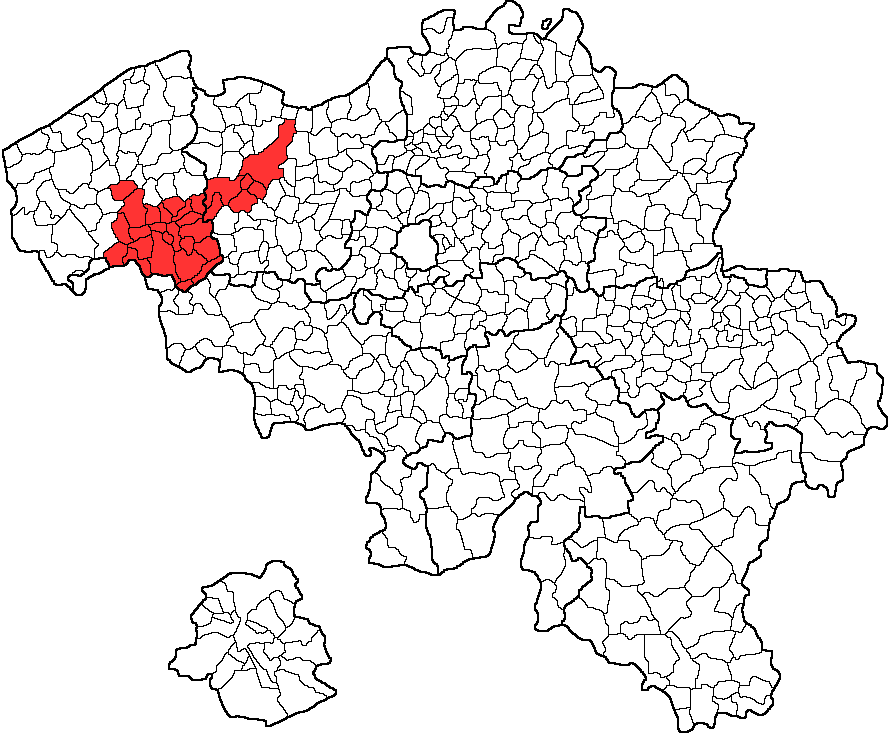
Gemeentes in de Leiestreek

De Leiestreek is een toeristische regio van Vlaanderen. Ze volgt het verloop van de Leie van Kortrijk tot Gent en ligt in de provincies Oost- en West-Vlaanderen. Een deel van de vallei maakt deel uit van Regionaal Landschap Meetjesland en Leievallei.
Elk jaar wordt dan ook in Kortrijk de 'Leie Ambassadrice' verkozen, een missverkiezing waarbij de winnares de toeristische streken rond de rivier de Leie een jaar lang dient te vertegenwoordigen.
Door de Leiestreek loopt sinds 1678 een staatsgrens.

## Gemeenten
Gemeenten die tot de Leiestreek gerekend worden zijn:
- Anzegem
- Avelgem
- Deerlijk
- Deinze
- Dentergem
- De Pinte
- Gent
- Harelbeke
- Ingelmunster
- Izegem
- Kortrijk
- Kuurne
- Ledegem
- Lendelede
- Menen
- Moorslede
- Meulebeke
- Nazareth
- Oostrozebeke
- Roeselare
- Sint-Martens-Latem
- Spiere-Helkijn
- Waregem
- Wervik
- Wevelgem
- Wielsbeke
- Zulte
- Zwevegem

## Afbeeldingen

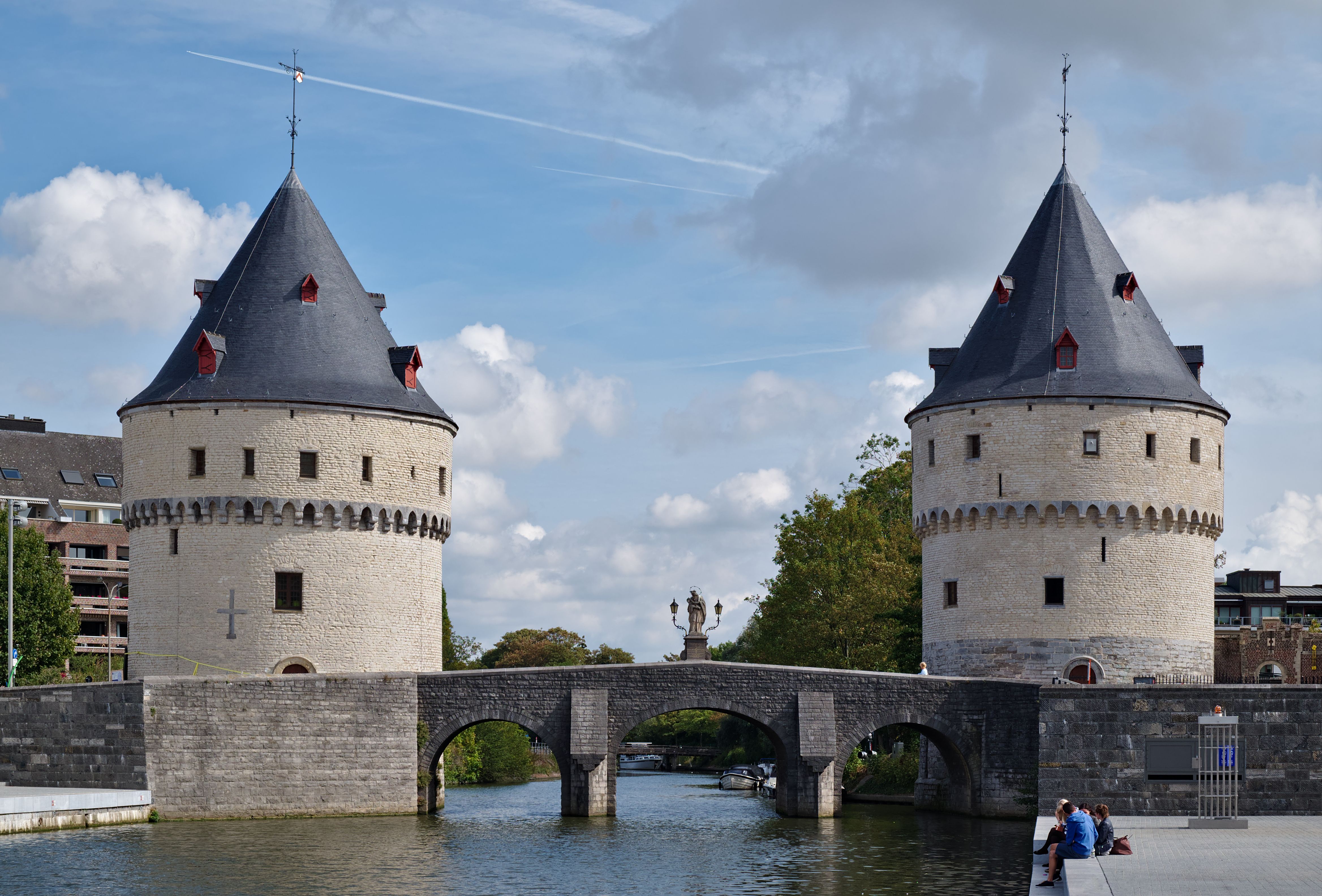
Kortrijk
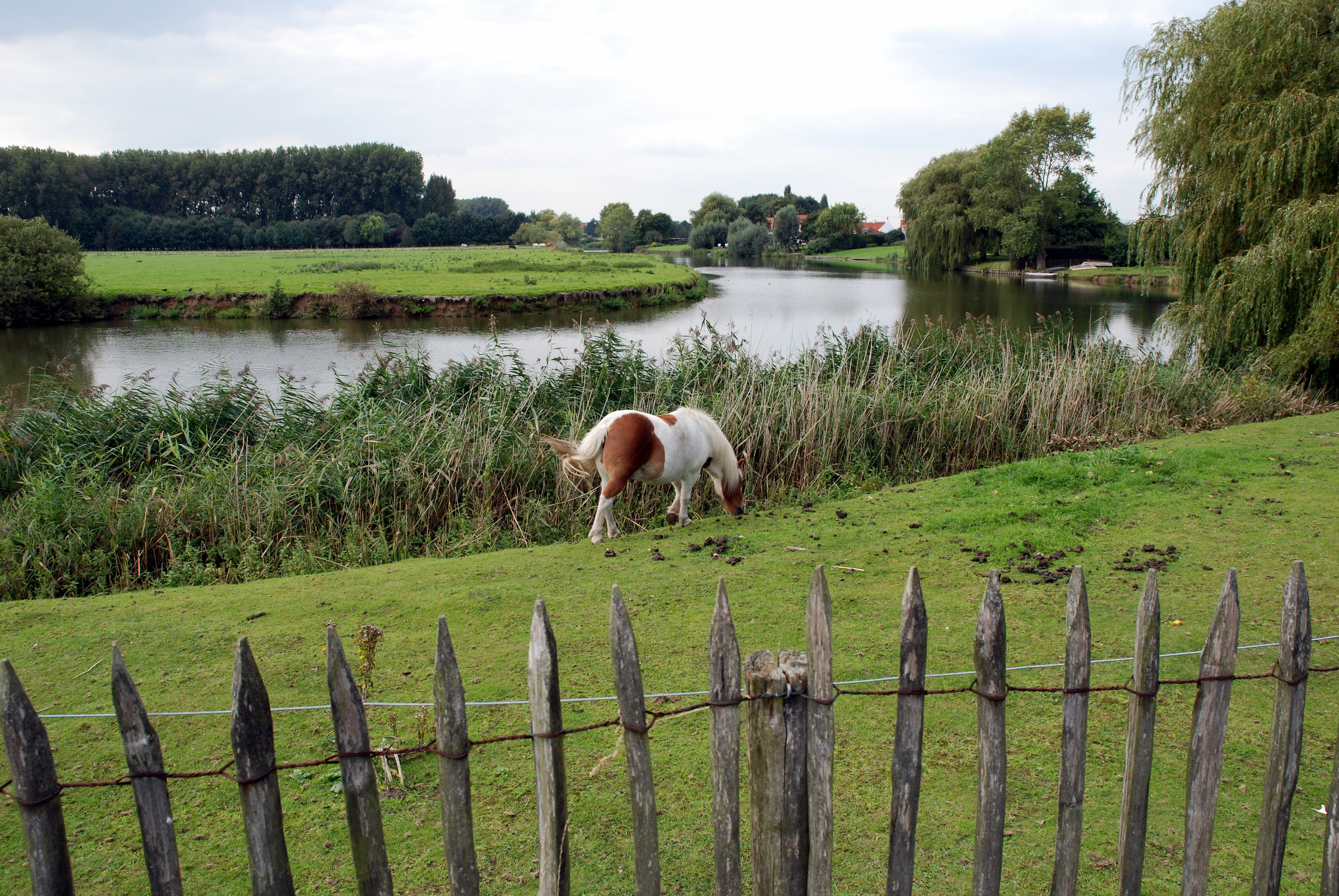
De Leie
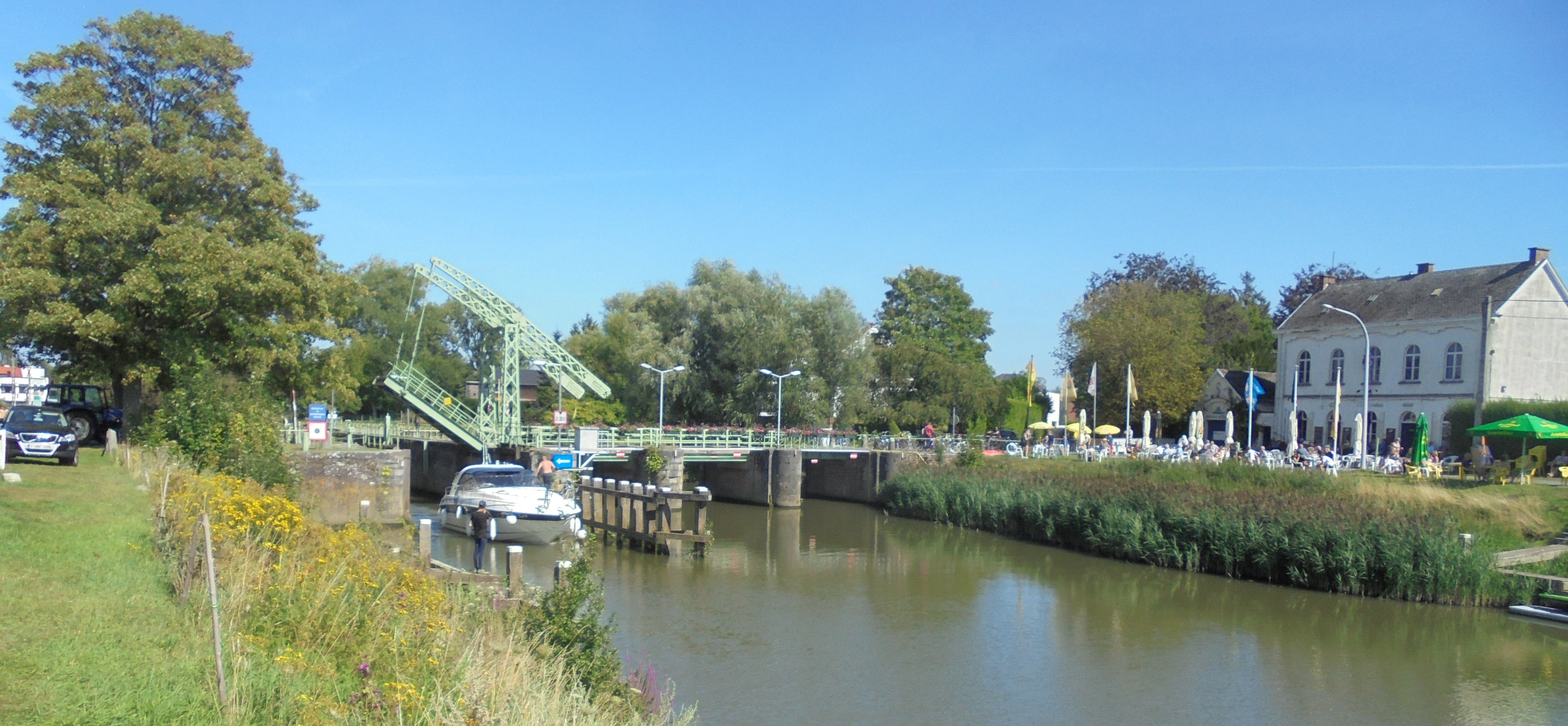
Astene sas
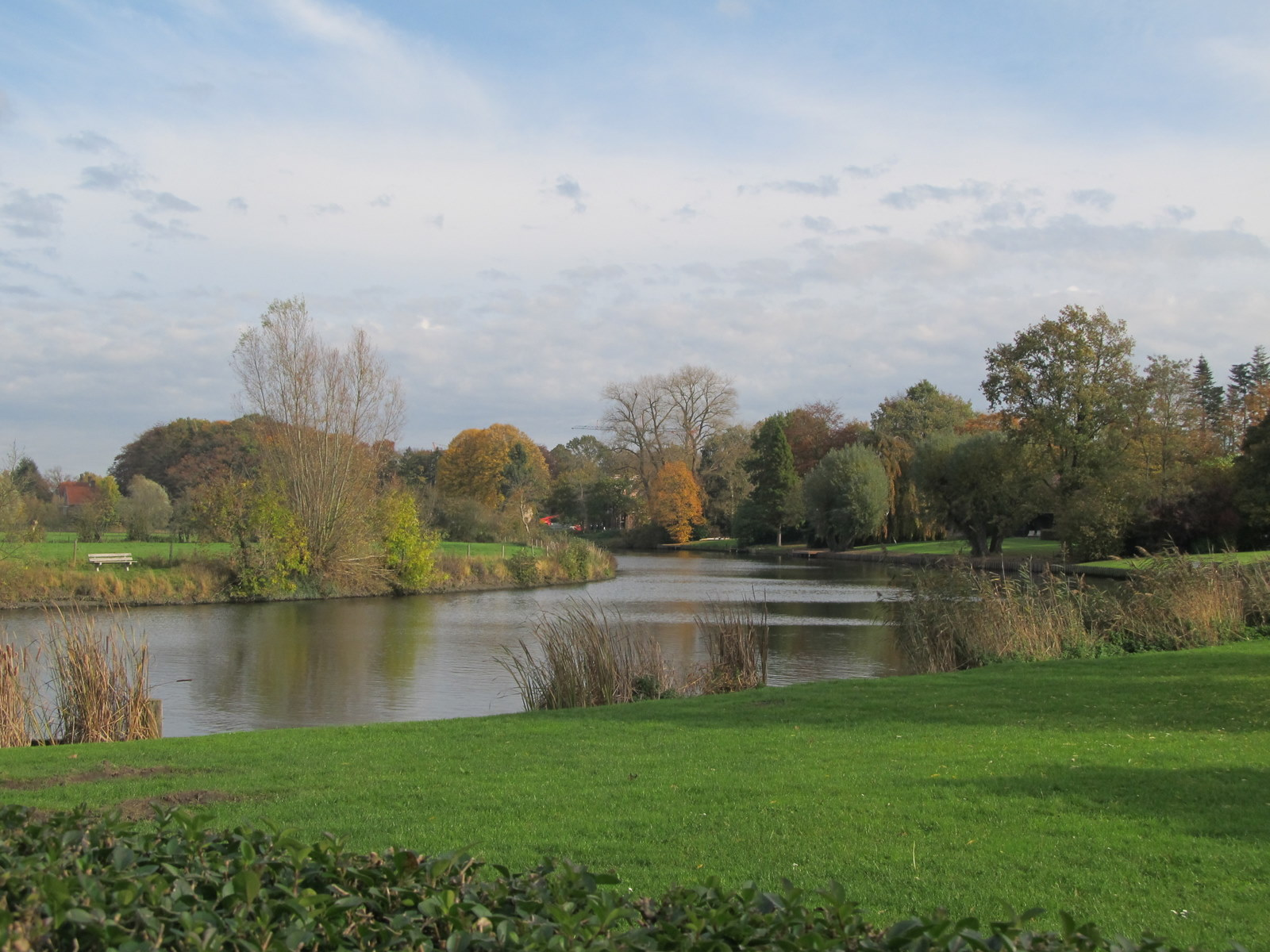
De Leie in Sint-Martens-Latem
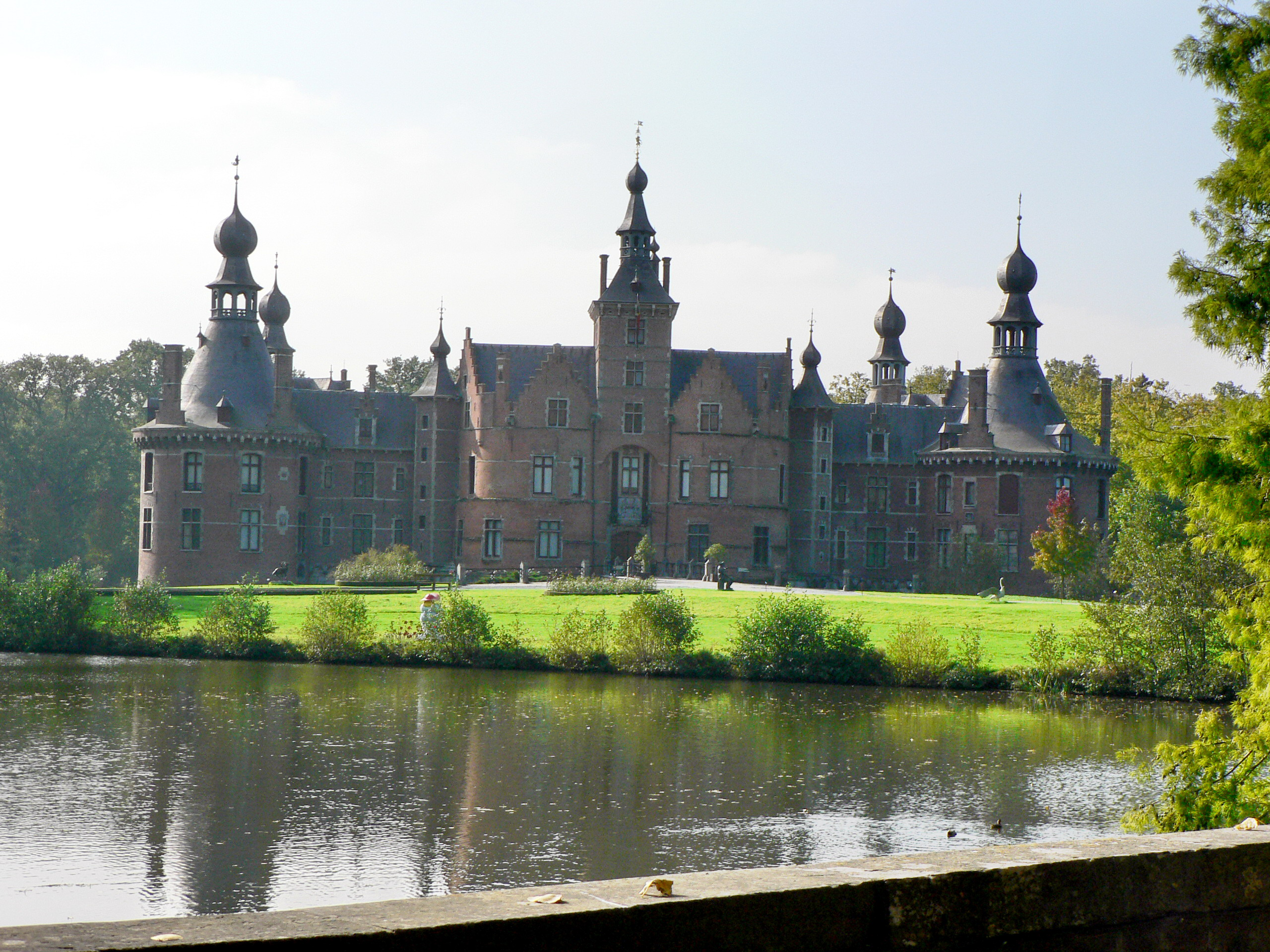
Kasteel van Ooidonk
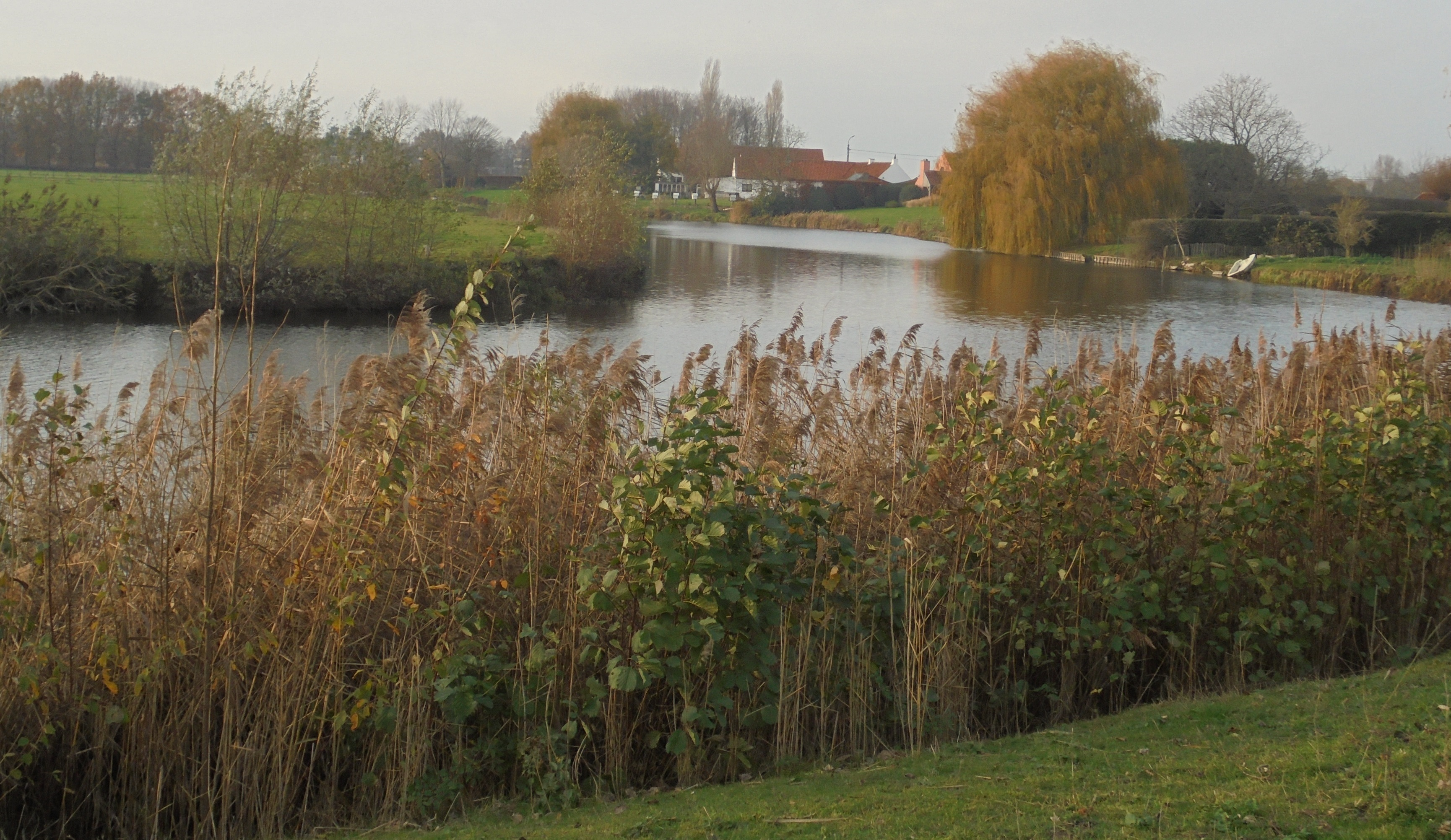
De Leie
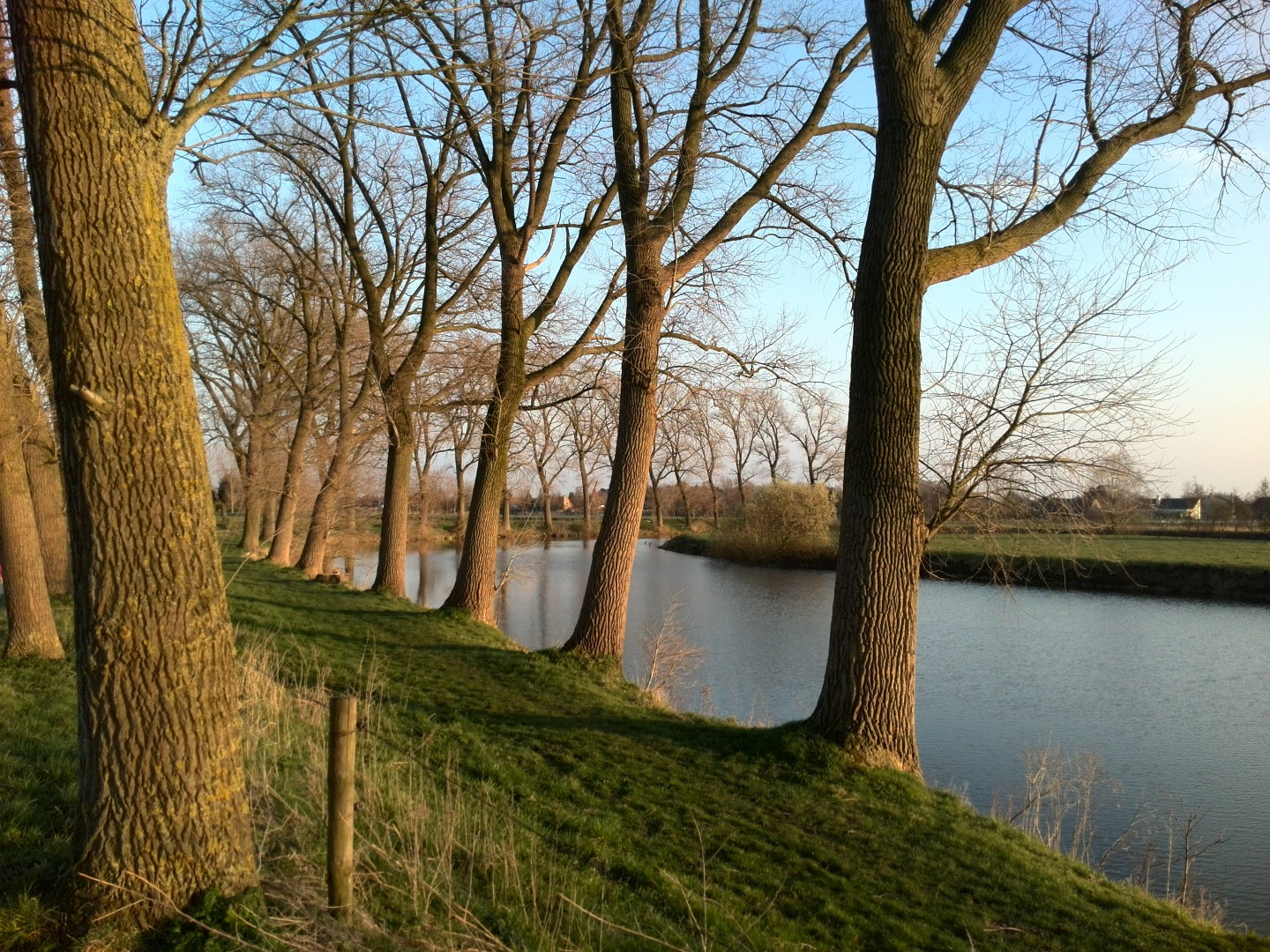
Maaigemdijk, Bachte-Maria-Leerne
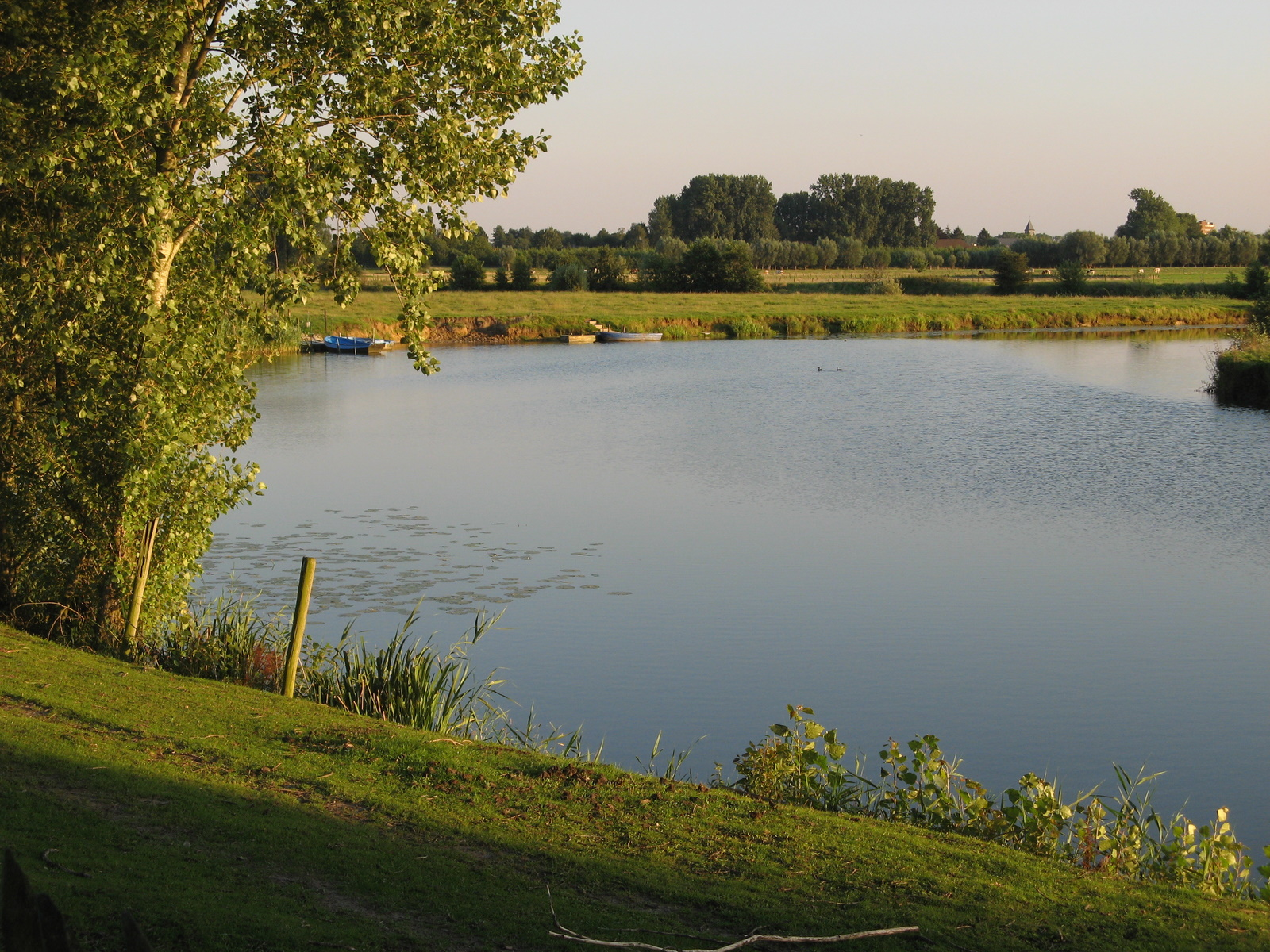
Vosselare Put
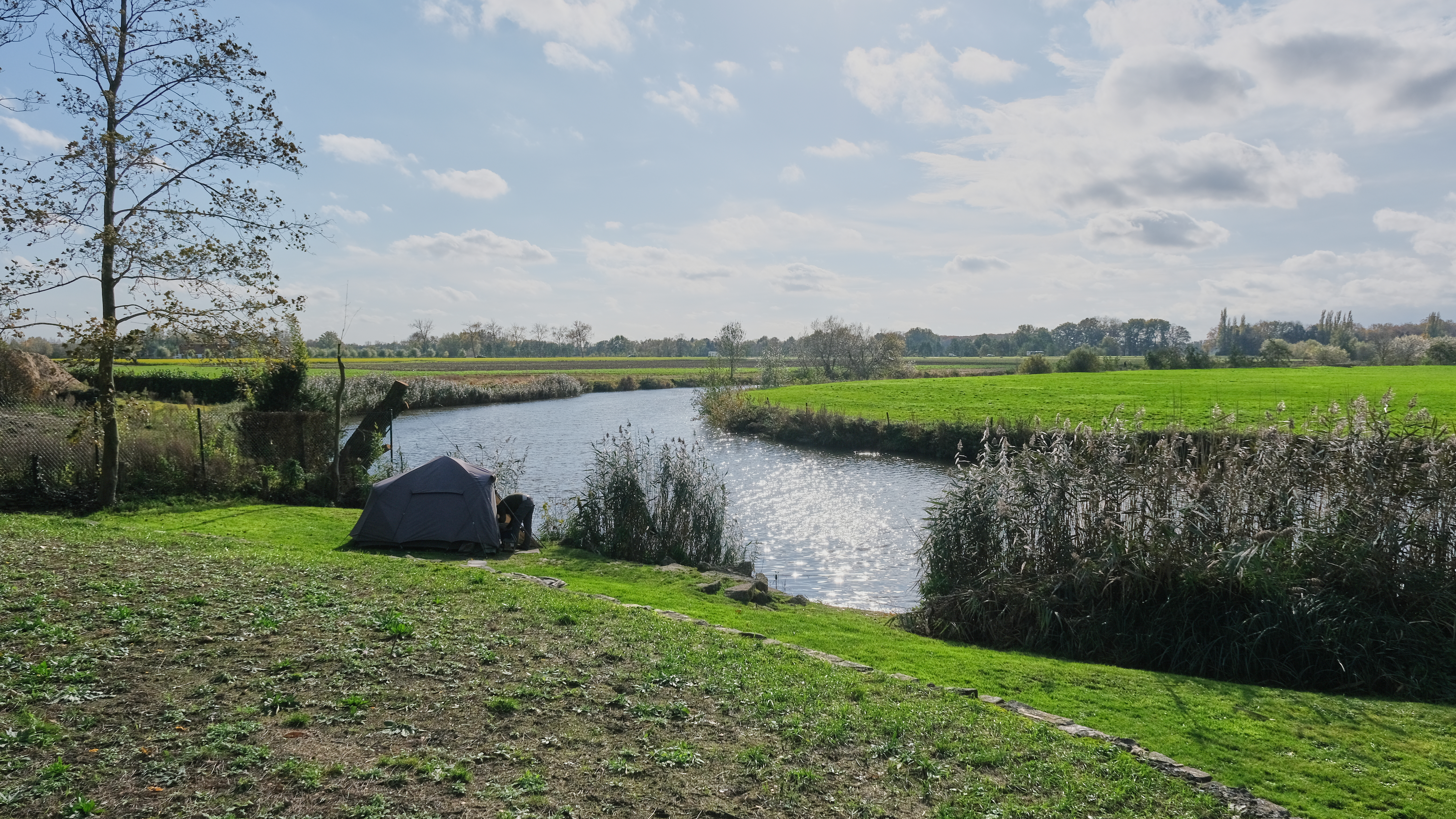
De Leie in Deurle
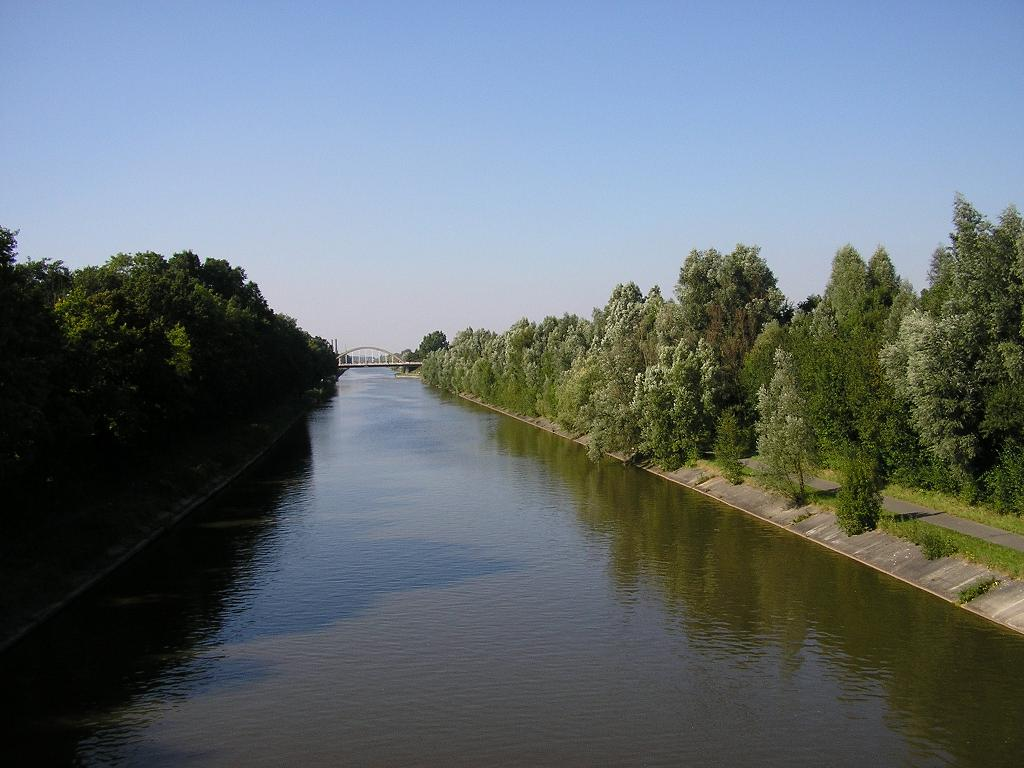
Kanaal Bussuit-Kortrijk